# Barrière de la Gare
Barrière de la Gare byla brána městského opevnění v Paříži a zároveň celnice pro vybírání potravní daně na čáře. Nacházela se ve 13. obvodu.

## Poloha
První brána byla postavena na břehu Seiny na dnešním Quai d'Austerlitz. Její součástí byl pavilon, který postavil architekt Claude Nicolas Ledoux.
Druhá brána byla postavena 200 m dále proti proudu, v místě dnešního Quai d'Austerlitz a Pont de Bercy v prodloužení současného Boulevardu Vincent-Auriol.
Tato druhá brána se nacházela 980 m od barrière d'Ivry umístěné na západě a Seina ji oddělovala od barrière de la Rapée umístěné na východě.
Obě brány se nacházely v bývalém 12. obvodu ve čtvrti Saint-Marcel.

## Původ jména
Brána byla pojmenován podle přístaviště Ivry, které zde bylo stavěno mimo Paříž na konci vlády Ludvíka XV., a které mělo chránit lodě před ledem. Tento přístav však nebyl nikdy dokončen.

## Historie
Claude-Nicolas Ledoux postavil v roce 1785 první celnici, která se nacházela na okraji Seiny, a která se skládala pouze z jedné budovy.
V roce 1818, po připojení vesnice Austerlitz, byla postavena druhá brána. Ta byla v roce 1832 navíc doplněna dvěma pavilony ve stylu Ledouxe.
Nedaleko se nacházela věznice Národní gardy, Hôtel des Haricots, nacházející se mezi Quai d'Austerlitz a železnicí Paříž-Orléans, na adrese 92, rue de la Gare, dnes 55, quai d'Austerlitz. Byli zde vězněni např. Alfred de Musset, Théophile Gautier, Paul Gavarni, Auguste de Châtillon, Alcide-Joseph Lorentz, Bertall, Alexandre-Gabriel Decamps, Achille Devéria, Frédéric Bérat, Théodore Pelloouquet nebo Jean-Louis-Auguste Commerson.